# Bënjëz
Bënjëz – wieś położona w południowo-wschodniej części Albanii w gminie Barmash. Wieś znajduje się 131 kilometrów od stolicy państwa, Tirany.